# Science Impact Index
Der Science Impact Index (kurz: SII) wurde 1991 von dem Psychologen Siegfried Lehrl entwickelt, um die Vergleichbarkeit der forscherischen Leistungsfähigkeit von Wissenschaftlern anhand objektiver statistischer Erhebungen gegenüber anderen Verfahren wie z. B. dem Science Citation Index (SCI) zu verbessern. Durch geringere Wertung von Reviews, Selbstzitierungen und Mehrfachnennungen durch andere Autoren innerhalb eines Jahres soll der Einfluss von Zitierkartellen möglichst ausgeschlossen werden.

## Eigenschaften
Der SII ist einfach und weitgehend objektiv, wenn man unter Objektivität das Ausmaß versteht, mit dem verschiedene Anwender zu gleichen Messergebnissen gelangen. Für die Unterscheidung von forschenden Wissenschaftlern, insbesondere der qualitativ gehobenen Wissenschaftler, erwies er sich als relativ sensitiv (Lehrl, 1999). Über den Zeitraum von Jahren ergab sich für ihn eine etwas höhere Verlässlichkeit als bei der Mehrheit der Persönlichkeitstests (Engel, 2006). Er wurde genauso wie ein psychologischer Test hinsichtlich seiner entsprechenden Gütewerte der Objektivität, Reliabilität und Validität überprüft und normiert und für geeignet befunden. Seine Messwerte kennzeichnen einen Wissenschaftler, der etwa sechs bis sieben Jahre lang Möglichkeiten zur Forschung hatte. Das trifft meist ab dem 35. Lebensjahr zu. Unter dieser Voraussetzung erfasst der SII die forscherische Qualität eines Wissenschaftlers, die sich als stabile, zentrale und generelle Persönlichkeitseigenschaft erweist.
Die Validität des SII ist, wie mehrere Konkordanzstudien nahelegen, der von einzelnen Gutachtern weit überlegen. Anders als bei ihnen ist zudem die Gewinnung der Ergebnisse beim SII transparent. Dieser SII ermöglicht in der jetzigen Entwicklungsstufe, Vergleiche über 42 medizinische Fachrichtungen hinweg durchzuführen.

## Bestimmung der Werte
Von 1992 bis 1994 wurde der SII wie ein psychologisches Testverfahren für 42 Fachrichtungen an den 14.000 Habilitierten/Professorierten der deutschen Humanmedizin normiert.
Der SII entspricht der Anzahl der verschiedenen (Erst-)Autoren, die einen bestimmten Wissenschaftler innerhalb eines Kalenderjahres in Zeitschriften zitieren, die vom Science Citation Index (SCI) erfasst sind. Bei sozialwissenschaftlich stark beeinflussten medizinischen Fächern wie Psychiatrie, Psychosomatik oder Medizinische Psychologie kommt noch der Social Sciences Citation Index (SSCI) hinzu.
Mehrere Zitate in Arbeiten mit demselben Erst-/Alleinautor zählen nur einmal, um den Einfluss von Zitiergemeinschaften begrenzt zu halten. Für Selbstzitate wird insgesamt ein halber Punkt vergeben,  unabhängig davon, ob es eines oder beispielsweise zehn sind. Denn es muss schon als Leistung anerkannt werden, in einer der international registrierten Zeitschriften überhaupt unterzukommen, um sich selbst zitieren zu können. Die Hinzunahme der Zitationen bei Nachautorenschaften erhöht die Validität nicht.